# Hầu Bảo
Hầu Bảo (chữ Hán: 侯保, ? – 1420), người huyện Tán Hoàng , quan viên nhà Minh, tử trận tại Việt Nam.

## Cuộc đời và sự nghiệp
Bảo xuất thân là học sinh của Quốc tử giám, từng làm tri huyện ở Tương Thành, Cống Du, Bác Hưng, tỏ ra giỏi cai trị. Nhà Minh diệt nhà Hồ ở Việt Nam, đặt mới phủ huyện, chọn người biết dạy dân, lấy Bảo làm Tri Giao Châu phủ, thăng chức Hữu tham chánh. Năm Vĩnh Lạc thứ 18 (1420), trong lúc quân Minh trấn áp khởi nghĩa Lam Sơn, Bảo cho rằng Hoàng Giang là nơi yếu hại, đắp bảo mà giữ. Bảo giữ nơi ấy được vài tháng, đem quân ra đánh, thua trận mà chết . Thời Minh Nhân Tông, được tặng chức Hữu bố chánh sứ.